# Wieszanie zdrajców (obraz Jana Piotra Norblina)
Wieszanie zdrajców – obraz olejny namalowany przez francuskiego malarza, rysownika i grafika Jana Piotra Norblina około 1794 roku, znajdujący się w zbiorach Muzeum Narodowego w Warszawie.
Autorstwo obrazu przypisuje się Norblinowi, ale badacze skłaniają się również do teorii że pewne fragmenty dzieła namalował jego uczeń Aleksander Orłowski, na co wskazuje karykaturalne przedstawienie niektórych postaci z ludu, pojawiające się także w malarstwie Orłowskiego. Inni kategorycznie odrzucają autorstwo Norblina: pracy nie uwzględnia opracowany przez Muzeum Narodowe w Warszawie katalog obrazów szkoły francuskiej. 

## Opis
Obraz przedstawia autentyczne wydarzenie w Warszawie dnia 29 września 1794 roku podczas insurekcji kościuszkowskiej, kiedy to na szubienicy zawisły malarskie portrety przywódców konfederacji targowickiej zawiązanej w kwietniu 1792 roku w Petersburgu, przeciwko Konstytucji 3 maja i reformom Sejmu Czteroletniego usprawniającym Rzeczpospolitą. Ponieważ skazani przez Sąd Najwyższy Kryminalny na karę śmierci, konfiskatę majątków, wieczną infamię i utratę pełnionych urzędów uciekli wcześniej z miasta i nie można im było wymierzyć sprawiedliwości, postanowiono zastosować znaną od średniowiecza normę prawną zwaną in effigie (pol. w obrazie). Odnosiła się do prawa, które pozwalało wykonać wymierzony wyrok na wizerunku skazanego gdy on sam zbiegł lub zmarł przed egzekucją. Sąd polecił umieszczenie w prasie ogłoszenia o poszukiwaniu portretów targowiczan do powieszenia lub wypożyczenia i skopiowania. Nie wiadomo kto podjął się namalowania wizerunków przygotowywanych na szubienicę. W przypadku nieznalezienia odpowiedniej podobizny sąd zalecił powieszenie tablicy z nazwiskiem skazanego.
Wieszanie zdrajców przedstawia moment wciągania na sznurze portretu Stanisława Szczęsnego Potockiego. Mężczyzna wchodzący na drabinę zaraz poda kolejny obraz z wizerunkiem Seweryna Rzewuskiego, a tymczasem mężczyzna w okularach odczytuje wyrok. Na drugim planie po prawej widać wozy z następnymi trzema obrazami, dostarczonymi właśnie przez zakonników na miejsce egzekucji – na pierwszym wozie widoczny jest portret Franciszka Ksawerego Branickiego. Wokół szubienicy zgromadził się tłum warszawiaków żądnych ukarania zdrajców Ojczyzny i spragnionych widowiska. Po lewej stronie można dostrzec stojących w równych szeregach żołnierzy 10 Regimentu Pieszego, nazywanych Działyńczykami od nazwiska dowódcy regimentu generała Ignacego Działyńskiego, który co ciekawe złożył przysięgę wierności konfederacji targowickiej.